# Aphanocephalus sikkima
Aphanocephalus sikkima is een keversoort uit de familie Discolomatidae. De wetenschappelijke naam van de soort is voor het eerst geldig gepubliceerd in 1996 door Pal.